# Transval
Transval är ett område i Åhus i Skåne. Det ligger där Yngsjövägen, länsväg 118, korsar Ripavägen några hundra meter sydväst om Åhus stadskärna. Området utgör den yttersta delen av tätorten mot sydväst och gränsar i väster mot åkrar, i norr mot golfbanan, i söder mot Helge å och i öster mot övriga Åhus.
Enligt ortnamnsforskaren Ingemar Ingers började området bebyggas omkring 1896–1897 och fick sitt namn efter staten Transvaal i Sydafrika, vars namn då var politiskt aktuellt.
Här föddes konstnären Nils Renbjer 1913.